# Far Cry 3
Far Cry 3 je prvoosebna strelska videoigra, ki jo je razvilo podjetje Ubisoft Montreal skupaj s podjetji Ubisoft Massive, Ubisoft Red Storm in Ubisoft Shanghai za založnika Ubisoft. Igra je izšla za operacijski sistem Microsoft Windows ter konzoli Xbox 360 in PlayStation 3.
Dogajanje se odvija na izmišljenem tropskem otoku nekje na Majskem otočju, med Indijskim in Tihim oceanom. Igralec prevzame vlogo Jasona Brodyja, ki se s svojima bratoma in prijatelji odpravi na pustolovske počitnice. Počitnic je konec, ko jih ugrabijo pirati z Vaasom na čelu. Protagonist igre Jason Brody mora rešiti svoje prijatelje in pobegniti z otoka.